# Hoa Thủy
Hoa Thủy là một xã thuộc huyện Lệ Thủy, tỉnh Quảng Bình, Việt Nam.

## Địa lý
Xã Hoa Thủy nằm ở phía bắc huyện Lệ Thủy, có vị trí địa lý:
- Phía đông giáp xã Hồng Thủy
- Phía tây giáp thị trấn Nông trường Lệ Ninh
- Phía nam giáp xã An Thủy và xã Sơn Thủy
- Phía bắc giáp huyện Quảng Ninh.

Xã Hoa Thủy có diện tích 17,27 km², dân số năm 2019 là 6.592 người, mật độ dân số đạt 382 người/km².

## Hành chính
Xã Hoa Thủy được chia thành 11 thôn: Eo Rú, Lăng Chùa, Mã, Ninh Lộc, Phước Vinh, Thượng Xá, Xuân Bắc 1, Xuân Bắc 2, Xuân Bắc 3, Xuân Nam, Xuân Sơn.
| STT | Tên thôn   | Mã bưu chính |
| --- | ---------- | ------------ |
| 1   | Eo Rú      | 514054       |
| 2   | Lăng Chùa  | 514056       |
| 3   | Mã         | 514055       |
| 4   | Ninh Lộc   | 514051       |
| 5   | Phước Vinh | 514052       |
| 6   | Thượng Xá  | 514053       |
| 7   | Xuân Bắc 1 | 514059       |
| 8   | Xuân Bắc 2 | 514057       |
| 9   | Xuân Bắc 3 | 514058       |
| 10  | Xuân Nam   | 514061       |
| 11  | Xuân Sơn   |              |

## Kinh tế
Kinh tế chủ yếu là nông nghiệp, tiểu thủ công nghiệp. 